# La costeña y el cachaco
La costeña y el cachaco es una telenovela colombiana producida por TeVecine, para RCN Televisión en 2003, 
protagonizada por Amada Rosa Pérez y Jorge Enrique Abello con la participación antagónica de Geraldine Zivic y Gustavo Angarita Jr.. Su audiencia promedio fue de 10,5 de índice de audiencia y 47,0 de cuota de audiencia.
La canción principal de esta telenovela, titulada "Niña bonita", le dio éxito a la cantante colombiana Maía. Originalmente se iba a utilizarla canción "Quiero verte sonreír" de Carlos Vives, pero debido a problemas en la negociación, solamente se dejó en la promoción de la novela.
Para la emisión en Venezuela se tomó como tema musical "Tú eres la Reina" de Diomedes Díaz, versionada por la agrupación Bacanos. 
La telenovela es emitida y distribuida internacionalmente bajo el nombre de La Costeña y el Antonio solamente en Ecuador.
En 2015, Televisa produjo una adaptación titulada La vecina, protagonizada por Juan Diego Covarrubias y Esmeralda Pimentel, de la mano de la productora Lucero Suárez.

## Argumento
Antonio Andrade es un ingeniero de petróleos que está acostumbrado a la vida en la capital. Por ciertas circunstancias se ve obligado a trasladarse hasta la ciudad costeña de Santa Marta, donde le es casi imposible adaptarse a la vida tranquila y sosegada de los habitantes de la costa, ganándose incluso la antipatía de algunos de sus vecinos y compañeros de trabajo. debe acostumbrarse a la vida bajo el sol caliente donde conoce a Sofía Granados, una típica joven costeña de la cual se enamora perdidamente, aunque sus primeros encuentros no serán agradables. Para estar juntos tendrán que luchar contra relaciones pasadas que no quieren dejarlos en paz.

## Elenco
- Jorge Enrique Abello ... Ingeniero Antonio Andrade
- Amada Rosa Pérez ... Sofía Mercedes Granados Galofre
- Géraldine Zivic ... María Elvira de Narváez
- Diego Trujillo ... Simón Violi[10]
- Alejandro Martínez ... Luciano "Luchi"
- Gustavo Angarita Jr. ... José Luis "Pepe Lucho" Ibarra
- Tatiana Rentería ... Natalia
- Ernesto Benjumea ... Ingeniero Sebastián "Chevi" Morales
- Luis Fernando García ... Pedro "Pote" Arango
- Sergio Borrero ... Enrique
- Carmenza Gómez ... Mercedes Galofre viuda de Granados
- Humberto Dorado ... Vicente Granados
- Nicolás Montero ... Ingeniero Ricardo Segura
- Luis Eduardo Arango ... Rafael Padilla
- Jennifer Steffens ... Marina
- Vetto Gálvez ... Beto Dazza Pinilla
- Jhon Bolívar Acosta ... Roberto Mendoza
- Maribel Abello ... Laura de Arango
- Marcela Agudelo ... Martha
- Ramsés Ramos ... Richard
- Estefanía Borge ... Cristina "Titina" Castro
- Mario Duarte ... Marcelo Bazani
- Alberto Valdiri ... Ingeniero José Ignacio "Nacho" López
- Luisa Fernanda Giraldo ... Miriam de López
- Javier Gnecco ... Eduardo Andrade
- María Isabel Henao ... Mariana Andrade
- Rafael Martínez ... Ingeniero David Soto
- Luis Fernando Múnera ... Dr. Juan Carlos Uribe
- María Emilia Kamper ... Ligia
- Pedro Palacio ... Kike
- Ómar Ospina ... Juan Miguel Granados
- Pedro Roda ... Juan Diego
- Indhira Serrano ... María José
- Ana Karina Soto ... Eunice
- Luis Tamayo ... Pepe
- Flavio León ... Chalo
- Talú Quintero ... Beatriz de Narváez
- Consuelo Moure ... Emma de Andrade
- Néstor Alfonso Rojas ... Ernesto "Chichi" Martínez
- Helena Mallarino ... Juliana
- Catalina Gómez ... Milena